# 荷蘭經濟部
經濟部（Ministerie van Economische Zaken）是主管荷蘭經濟的行政部門。

## 任務
經濟部的任務是「促進荷蘭持續性的經濟成長」，注重在「知識經濟與創新」、「競爭力與動力」和「商業機會」等關鍵領域。

## 組織
經濟大臣作為部長，負起部會的政治責任。通常設有一位國務秘書（Staatssecretaris）在旁輔佐大臣政務，國際上稱為國際貿易大臣（Minister for Foreign Trade）。
公務部門由正副秘書長率領。經濟部設有四個總司，及一些支援部門。這四個總署為：
- 對外貿易關係（Buitenlandse Economische Betrekkingen）
- 經濟政策（Economische Politiek）
- 能源及電信（Energie en Telecom）
- 企業及創新（Ondernemen en Innovatie）

經濟部下轄的行政機構有：
- 電信局（Agentschap Telecom）
- 國際企業合作局（Economische Voorlichtingsdienst, EVD）
- 創新及永續發展局（SenterNovem）
- 消費者管理局（Consumentenautoriteit）
- 荷蘭專利中心（Octrooicentrum Nederland）
- 國家礦業監督局（Staatstoezicht op de Mijnen）
- 中央規劃局（Centraal Planbureau）
- 能源管制處（Energiekamer）
- PIANOo（Professioneel en Innovatief Aanbesteden, Netwerk voor Overheids-opdrachtgevers）：協助政府組織的承包程序

另外，還有三個獨立運作的局處：
- 中央統計局
- 荷蘭競爭力管理局（Nederlandse Mededingingsautoriteit）
- 獨立郵政電信管理局（Onafhankelijke Post en Telecommunicatie Autoriteit）。

## 外部連結

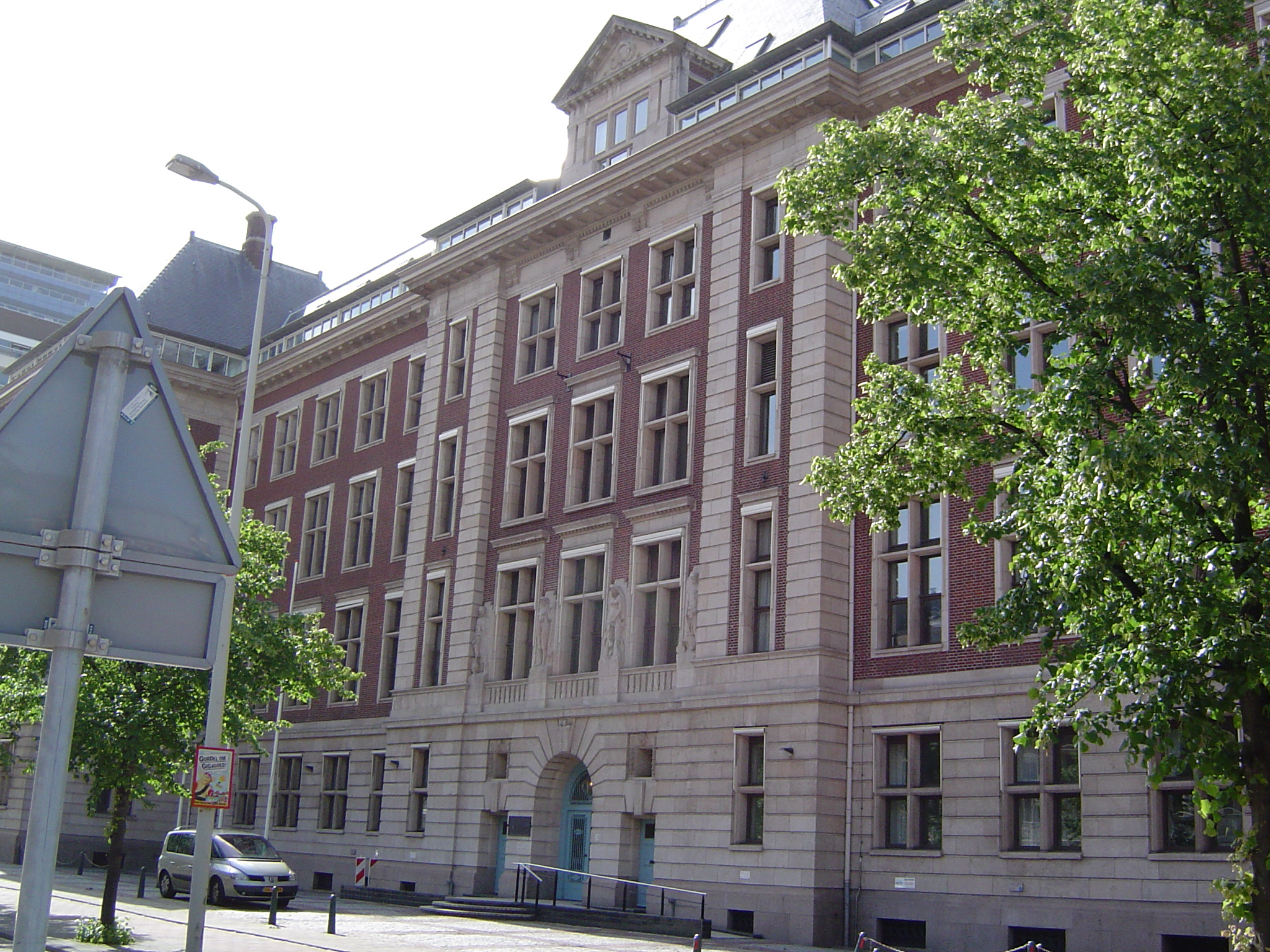
經濟部

- 荷蘭經濟部 （页面存档备份，存于）